# Стаменич, Урош
У́рош Ста́менич (серб. Урош Стаменић; 14 октября 1996, Нови-Сад, Союзная Республика Югославия) — сербский футболист, полузащитник клуба «ИМТ»

## Клубная карьера
Стаменич является воспитанником «Войводины». За основной состав клуба из Нови-Сада Урош дебютировал 25 мая 2014 года в гостевой встрече с «Напредаком».
В начале 2015 года Стаменич был отдан в аренду до конца сезона в «Пролетер» из Нови-Сада, выступавший в Первой лиге, однако ни одного матча не провёл.
В сезоне 2015/16 нападающий стал чаще появляться на поле и 2 июля 2015 года дебютировал в еврокубках во встрече квалификационного раунда Лиги Европы против венгерского МТК.

## Карьера в сборной
Урош в составе юношеской сборной Сербии принимал участие во встречах квалификационного раунда чемпионата Европы 2015 против сборных Сан-Марино, Армении и Италии.